# Provincia de Piauí
La provincia de Piaui (en portugués: província do Piauí) fue una unidad administrativa y territorial del Imperio del Brasil desde 1821, creada a partir de la capitanía de Piauí. Luego de la proclamación de la República el 15 de noviembre de 1889 pasó a convertirse en el actual estado de Piauí.